# Matucana formosa
Matucana formosa är en kaktusväxtart som beskrevs av Friedrich Ritter. Matucana formosa ingår i släktet Matucana och familjen kaktusväxter. Inga underarter finns listade i Catalogue of Life.

## Bildgalleri

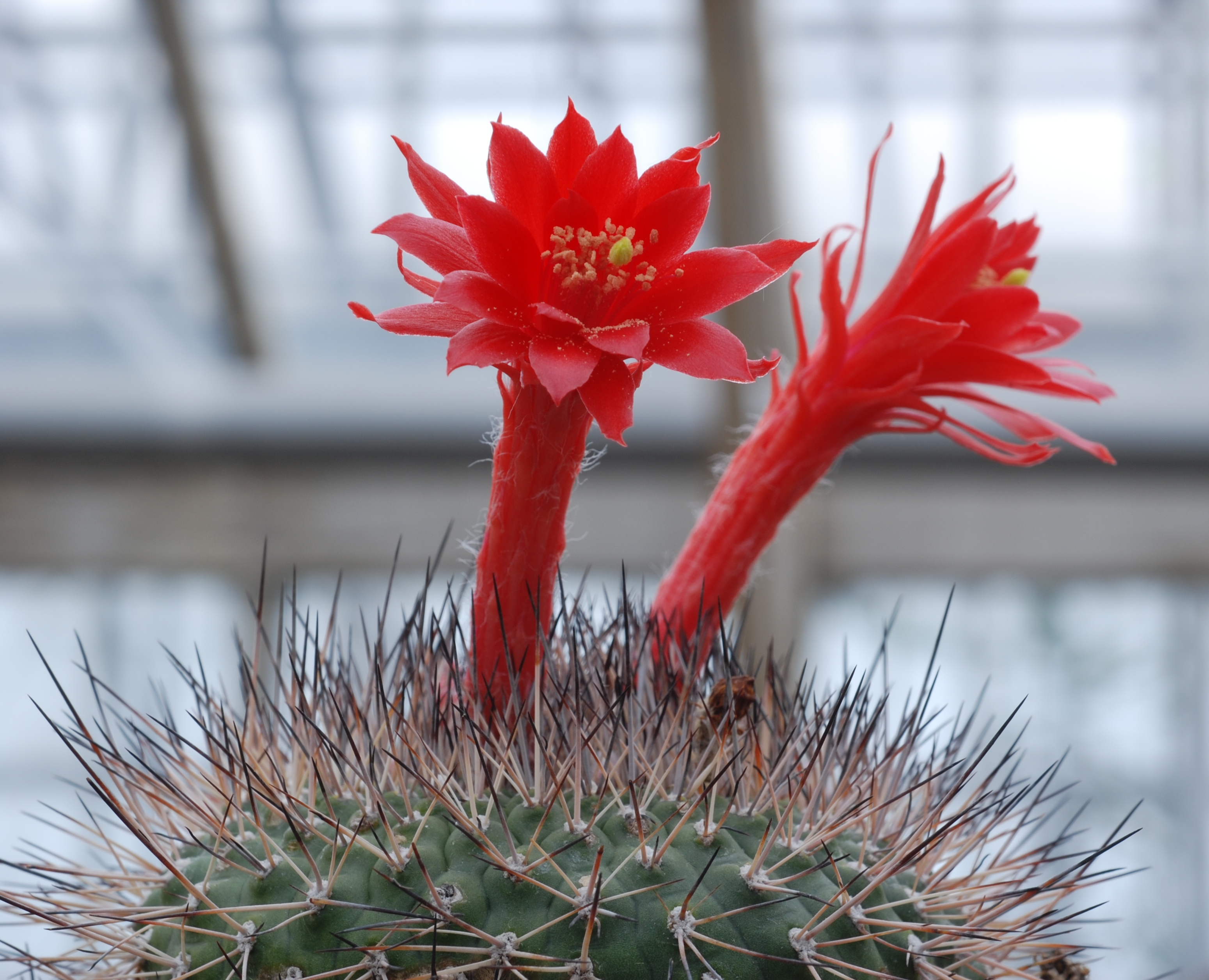